# Адам Силвер
Адам Силвер (енгл. Adam Silver; Рај, 25. април 1962) је амерички адвокат и спортски руководилац који је пети и тренутни комесар Националне Кошаркашке Асоцијације (НБА). Лиги се придружио 1992. године и обављао је разне функције унутар лиге, где је био главни оперативни директор као и заменик комесара његовом претходнику и ментору Дејвиду Стерну, почев од 2006. године. Када се Стерн пензионисао 2014. године, Силвер је именован за новог комесара лиге.
Као комесар, наставио је да развија лигу, како економски тако и на глобалном нивоу, посебно у Кини. Силвер је био у центру пажње 2014. године када је натерао Доналда Стерлинга, власника Лос Анђелес Клиперса, да прода тим, након што је Стерлинг изговорио многобројне расистичке увреде, и касније му чак и доживотно забранио приступ НБА утакмицама.

## Младост
Силвер је рођен у јеврејско-америчкој породици. Његов отац, Едвард Силвер (1921-2004) је био адвокат који се специјализовао за законе о раду, и био је партнер у правној фирми Проскауер, Роуз. Силвер је одрастао у Рају, у држави Њујорк, северном предграђу града Њујорка, у округу Вестчестер. Похађао је средњу школу у истоименом граду, и дипломирао је 1988. године.
Након средње школе, Силвер је похађао универзитет Дјук, где је 1984. године дипломирао Политичке науке. Од 1984. до 1985. је радио као правни помоћник Леса Аукона, који је био члан Представничког дома Сједињених Америчких Држава. Силвер је потом похађао и правну школу универзитета у Чикагу, где је докторирао 1988. године.
Након правне школе, Силвер је провео једну годину као адвокатски приправник судинице Кимбе Вуд. Потом је приступио правној фирми Крават, Свејн и Мур, као стручни сарадник.

## НБА каријера
Пре него што је постао комесар лиге, Силвер је био заменик комесара као и главни оперативни директор у периоду од осам година. У тој улози, Силвер је био задужен за последња три преговора са играчима у Националној Кошаркашкој Асоцијацији Играча о колективним уговорима, као и за развитак ВНБА лиге и развојне лиге НБА. Тада је склопио и сарадњу са Турнер Броадкастинг-ом за управљање дигиталном имовином лиге, као и стварањем NBA China.
Претходно је Силвер провео осам година као високи службеник Операција за НБА Ентертјејнмент. Од приступања лиги, Силвер је обављао многе различите функције.
Током његовом времена проведеног у НБА Ентертејнменту, Силвер је био главни продуцент документарног филма о Мајклу Џордану, "Michael Jordan to the Max", али и многих других документараца као што је "Whatever Happened to Micheal Ray?". Такође је радио и на продукцији филмова "Like Mike" и "The Year of the Yao".

### Комесар
Двадесет петог октобра 2012. године, Адам Силвер је изабран од стране Дејвида Стерна као следећи комесар лиге, што је постао након Стерновог одласка у пензију, 1. фебруара 2014. године.
Двадесет петог априла 2014. године, ТМЗ спортс је објавио снимак власника Лос Анђелес Клиперса, Доналда Стерлинга, где он води конверзацију са својом тадашњом девојком у којој говори расистичке увреде. Силвер је на цео скандал одговорио 29. априла 2014. године тако што је доживотно избацио Стерлинга из НБА лиге. Уз то, Силвер је казнио Стерлинга са 2.5 милиона долара, што је највећа новчана казна по НБА правилима. Силвер је одузео Стерлингу сав ауторитет над Клиперсима, и пожурио је власнике осталих НБА тимова да гласају за избацивање Стерлинга као власника Клиперса. Стерлингу је забрањен сваки улазак у просторије клуба, као и присуство НБА утакмицама. То је била једна од најстрожих казни која је задесила власника једног професионалног тима.
Трећег новембра 2014. године Силвер је објавио чланак у Њујорк Тајмсу, где је објавио да се залаже за легализовано и регулисано спортско клађење, и додао да "треба изаћи са тиме из подземља и на светлост дана, где клађење може бити пажљиво праћено и регулисано".
Четвртог октобра 2019. године, генерални менаџер Хјустон Рокетса, Дерил Мори, је објавио твит, где је пружио подршку протестима у Хонг Конгу. Мори је касније избрисао овај твит. Шестог октобра, Мори и НБА су издали одвојене изјаве везане за ову ситуацију са твитом; Мори је рекао да није намеравао да његов твит изазове било какву увреду, док је НБА рекао да је његов твит био "несрећан". Изјаве су привукле пажњу и критику многих америчких политичара. Седмог октобра Силвер је бранио одговор лиге на овај твит, подржавајући Моријеву слободу изражавања. Недуго потом, Силвер се суочио са ризиком о прекиду партнерства између Кине и НБА лиге. Силвер је уз то изјавио и следеће: "неизбежно је да људи широм света- укључујући Америку и Кину- имају различите погледе на свет око различитих проблема... Није улога НБА лиге да суди тим разликама". Кинеска компанија паметних телефона Виво, одговорила је на ову Силверову изјаву следећим путем: "Виво је одувек инсистирао на принципу да је национални интерест изнад свега и чврсто се противи било каквим изјавама и понашањем који представљају изазов за национални суверенитет и територијални интегритет... Почев од данас, Виво ће прекинути сву сарадњу са НБА лигом".
Једанаестог марта 2020. године Силвер је донео одлуку да суспендује сезону 2019-2020 због епидемије вирусом COVID-19. Четвртог јуна 2020. објављено је да ће се лига наставити за 22 од укупно 30 тимова и то у такозваном НБА мехуру, инвестицији вредној 170 милиона долара, која би заштитила играче и тренере и како би се сезона успешно завршила. Пред крај сезоне, Силвер је изјавио да је "мехур" прошао много боље него што су замислили.

## Почасти
Године 2016. амерички магазин Спортс Бизнис Џурнал је Силвера ставио на прво место листе "топ 50 најутицајнијих људи у спорту". Године 2015. Силвер је именован за директора године, од стране истоименог америчког магазина. Исте године је Силвер именован и у 100 најутицајнијих људи од стране Тајмса, као и у топ 50 највећих лидера, од стране Форчун магазина.
Године 2014. је од стране часописа Спортс Илустрејтед именован за директора године.

## Приватни живот
Силвер је ожењен са Меги Силвер од 2015. године. Они имају две ћерке, једну рођену у априлу 2017. године а другу рођену у мају 2020. године.